# Klasoużytek
Klasoużytek – wspólna część konturu użytku gruntowego i konturu klasyfikacyjnego (klas bonitacyjnych) w granicach działki ewidencyjnej.
W Ewidencji gruntów i budynków oznaczenie klasoużytku (OKU) utożsamiane jest z oznaczeniem rodzaju użytku gruntowego (OFU), a w przypadku gruntów objętych gleboznawczą klasyfikacją gruntów poprzez złączenie oznaczenia rodzaju użytku gruntowego, z którym związana jest klasa bonitacyjna (OZU) i oznaczenie klasy bonitacyjnej (OZK) gruntu. Atrybuty OZU i OZK ujawnione w zbiorze danych EGiB muszą występować łącznie.